# Lozová (Járkov)
Lozová (en ucraniano: Лозова) es una ciudad ucraniana perteneciente al óblast de Járkov. Situada en el este del país, sirve como centro administrativo del raión de Lozová y centro del municipio (hromada) homónimo. Lozová es la segunda ciudad más grande del óblast (después de Járkov) en términos de población.

## Toponimia
El nombre del lugar en ruso es Lozovaya (en ruso: Лозовая).

## Geografía
Lozová se encuentra a orillas del río Britay, un afluente del río Bereka, a unos 120 km al sur de Járkov. 

### Clima
El clima de Lozová es continental templado, más seco que el clima de Járkov.
| Parámetros climáticos promedio de Lozova (1981–2010) | Parámetros climáticos promedio de Lozova (1981–2010) | Parámetros climáticos promedio de Lozova (1981–2010) | Parámetros climáticos promedio de Lozova (1981–2010) | Parámetros climáticos promedio de Lozova (1981–2010) | Parámetros climáticos promedio de Lozova (1981–2010) | Parámetros climáticos promedio de Lozova (1981–2010) | Parámetros climáticos promedio de Lozova (1981–2010) | Parámetros climáticos promedio de Lozova (1981–2010) | Parámetros climáticos promedio de Lozova (1981–2010) | Parámetros climáticos promedio de Lozova (1981–2010) | Parámetros climáticos promedio de Lozova (1981–2010) | Parámetros climáticos promedio de Lozova (1981–2010) | Parámetros climáticos promedio de Lozova (1981–2010) |
| Mes                                                  | Ene.                                                 | Feb.                                                 | Mar.                                                 | Abr.                                                 | May.                                                 | Jun.                                                 | Jul.                                                 | Ago.                                                 | Sep.                                                 | Oct.                                                 | Nov.                                                 | Dic.                                                 | Anual                                                |
| ---------------------------------------------------- | ---------------------------------------------------- | ---------------------------------------------------- | ---------------------------------------------------- | ---------------------------------------------------- | ---------------------------------------------------- | ---------------------------------------------------- | ---------------------------------------------------- | ---------------------------------------------------- | ---------------------------------------------------- | ---------------------------------------------------- | ---------------------------------------------------- | ---------------------------------------------------- | ---------------------------------------------------- |
| Temp. máx. media (°C)                                | -1.9                                                 | -1.2                                                 | 5.0                                                  | 14.7                                                 | 21.6                                                 | 25.1                                                 | 27.4                                                 | 26.8                                                 | 20.6                                                 | 12.9                                                 | 4.3                                                  | -0.7                                                 | 12.9                                                 |
| Temp. media (°C)                                     | -4.5                                                 | -4.3                                                 | 1.0                                                  | 9.3                                                  | 15.8                                                 | 19.4                                                 | 21.5                                                 | 20.6                                                 | 14.8                                                 | 8.2                                                  | 1.3                                                  | -3.3                                                 | 8.3                                                  |
| Temp. mín. media (°C)                                | -6.9                                                 | -7.2                                                 | -2.2                                                 | 4.5                                                  | 10.2                                                 | 14.3                                                 | 16.0                                                 | 14.9                                                 | 9.9                                                  | 4.4                                                  | -1.3                                                 | -5.7                                                 | 4.2                                                  |
| Precipitación total (mm)                             | 42.5                                                 | 36.5                                                 | 37.6                                                 | 36.1                                                 | 48.4                                                 | 70.1                                                 | 53.1                                                 | 49.7                                                 | 48.3                                                 | 43.3                                                 | 44.0                                                 | 42.5                                                 | 552.1                                                |
| Días de precipitaciones (≥ 1.0 mm)                   | 9.8                                                  | 7.7                                                  | 7.7                                                  | 6.5                                                  | 6.9                                                  | 8.5                                                  | 7.0                                                  | 5.3                                                  | 6.4                                                  | 5.8                                                  | 7.0                                                  | 8.1                                                  | 86.7                                                 |
| Humedad relativa (%)                                 | 87.5                                                 | 84.3                                                 | 78.7                                                 | 65.3                                                 | 59.7                                                 | 64.8                                                 | 64.2                                                 | 61.5                                                 | 68.4                                                 | 76.5                                                 | 85.9                                                 | 88.2                                                 | 73.8                                                 |
| Fuente: World Meteorological Organization            |                                                      |                                                      |                                                      |                                                      |                                                      |                                                      |                                                      |                                                      |                                                      |                                                      |                                                      |                                                      |                                                      |

## Historia

### Orígenes
Lozová fue fundada en 1639. La ciudad recibió derechos de ciudad en 1869 como un asentamiento en la gobernación de Járkov del Imperio ruso.En ese año se abrió una estación de ferrocarril en el ferrocarril Sebastopol-Járkov, más tarde se llevó a cabo la apertura de más líneas, convirtiendo a la ciudad en un importante nudo ferroviario del óblast.Debido a su construcción, esta región comenzó a desarrollarse, ya que las zonas productoras de cereales se conectaron con los puertos marítimos del Imperio ruso, exportando cereales. En la segunda mitad del siglo XIX también se construyó el ferrocarril Lozová-Sebastopol, inaugurado en 1875, que dio un mayor impulso al desarrollo de toda la región sur del Imperio. Formó parte de la gobernación de Yekaterinoslav hasta 1926, luego de la gobernación de Járkov a partir de julio de 1926, que se convirtió en óblast de Járkov en 1929.  

### SigloXX

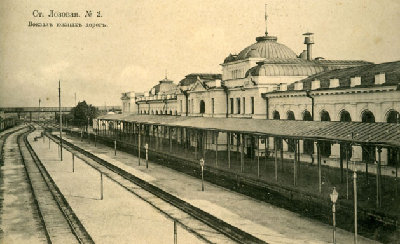
Estación de Lozová alrededor de 1910.

En 1902 se construyó una nueva línea ferroviaria, Lozová- Poltava, que conectaba el Dombás con la región occidental.
Durante la guerra civil rusa, en diciembre de 1917, un cuerpo de unidades militares de 30.000 hombres liderados por Vladímir Antónov-Ovséyenko inició una ofensiva en lo profundo de la Ucrania Libre. Lozová fue ocupada por tropas alemanas desde abril de 1918 hasta noviembre de 1918. En noviembre de 1918, Lozová quedó bajo el dominio del Directorio de Ucrania, el 17 de enero de 1919 fue ocupada por unidades del Ejército Rojo. Lozová recibió el estatus de ciudad el 19 de octubre de 1938.
Así durante la Segunda Guerra Mundial, estuvo bajo ocupación alemana desde el 11 de octubre de 1941. Los intensos combates en las cercanías comenzaron en enero de 1942 durante la Operación Barbenkovo-Lozovaya del Ejército Rojo como parte de la Segunda batalla de Járkov. El 27 de enero de 1942, la ciudad fue liberada de la ocupación alemana por la ofensiva del Frente Suroeste. Operado por el 6.º Ejército compuesto por la 270.ª División de Fusileros comandada por el Coronel Koutline. Sin embargo, la ciudad de Lozová fue atacada el 22 y 23 de mayo de 1942 por la Wehrmacht durante la operación del Ejército Rojo para liberar Járkov. y ocupado. El 11 de febrero de 1943, Lozová fue liberada de nuevo por el Ejército Rojo durante la Operación Voroshilovgrad. Sin embargo, diez días después, Lozová fue recapturada por los alemanes durante la Tercera batalla de Járkov. Los alemanes establecieron dos campos de concentración para los prisioneros de guerra soviéticos, que en este invierno murieron a razón de cien por día. Además, miles de prisioneros y judíos fueron fusilados en un lugar llamado el Rayo de la Liebre. Sin embargo, los grupos partisanos se formaron en los alrededores desde 1943 en el momento de la batalla de Kursk Lozová fue absuelto de la ocupación de las tropas del Tercer Reich el 16 de septiembre de 1943 durante la operación Dombás del Frente del Suroeste. 
Después de su liberación, la ciudad fue completamente restaurada, y se construyeron cuatro colegios, dos bibliotecas, una Casa de la Cultura y un estadio.

### SigloXXI
La ciudad fue evacuada el 27 de agosto de 2008 debido a un incendio en un arsenal de minas de mortero de 120 mm. Sin embargo, no hubo víctimas graves ni muertes aunque sí hubo importantes daños materiales.
Hasta el 18 de julio de 2020, Lozová se incorporó como una ciudad de importancia regional y el centro del municipio de Lozová. El municipio fue abolido en julio de 2020 como parte de la reforma administrativa de Ucrania, que redujo el número de raiones del óblast de Járkov a siete. El área del municipio de Lozová se fusionó con raión de Lozová.
Rusia inició una invasión de Ucrania el 24 de febrero de 2022 y Lozová ha sido objeto de ataques rusos varias veces desde el comienzo de la invasión rusa de Ucrania, ya que es uno de los principales centros ferroviarios y una ciudad de importancia estratégica.
El 24 de febrero de 2022 a las 5:52 a. m, una estación de radar ubicada en el sur de la ciudad cerca del distrito de Avilovka fue alcanzada por tres misiles rusos que provocaron la devastación de la estación de radar y una estación de tránsito de gas cercana. El 17 de abril de 2022, tres misiles rusos impactaron en la parte sur de la estación de tren, donde un tren cargado con tanques checos esperaba para partir hacia la región de Donetsk. El 20 de mayo de 2022, un sistema de misiles ruso disparó tres cohetes, según fuentes ucranianas; dos de ellos fueron anticipados por el sistema anti-cohetes ucraniano pero el tercero impactó en el Centro Cultural de la ciudad. Según el ministerio de asuntos de emergencia de Ucrania, 11 personas resultaron heridas pero nadie murió (sin embargo, una niña de 11 años se encontraba entre los heridos graves).

## Demografía
La evolución de la población de Lozová entre 1923 y 2022 fue la siguiente:
| 11 311                                                        | 12 905 | 22 008 | 28 730 | 35 641 | 53 423 | 72 991 | 64 041 | 61 436 | 57 407 | 31 993 | 53 126 |
| (Fuente: Cities & Towns of Ukraine y UKRAINE: Größere Städte) |        |        |        |        |        |        |        |        |        |        |        |

## Economía
Lozová es uno de los principales centros industriales de la Ucrania Libre, el segundo centro de la región de Járkov en términos de volumen de producción. En la ciudad están bien desarrolladas varias industrias, pero las principales son la ingeniería, la luz y la alimentación. La principal empresa de Lozová es la fábrica LKMZ, una subsidiaria de la Planta de Tractores de Járkov, fundada en 1963.

## Infraestructura

### Transporte
Lozová es un principal centro ferroviario dentro del óblast de Járkov. Desde la estación salen líneas de ferrocarril a Járkov, Poltava, Slóviansk, Sinélnikove y Simferópol. Algunos trenes van a Crimea a través de Lozová y varios trenes van al Cáucaso en verano. En la época soviética, alrededor del 90% de todos los trenes al Cáucaso circulaban a través de Lozová, pero después del colapso de la URSS todos estos trenes fueron trasladados al ferrocarril de Vorónezh. Las carreteras territoriales T-21-07 (Járkov-Pavlogrado) y T-21-13 atraviesan la ciudad.

## Personas destacadas
- Leonid Skirko (1939-2012): cantante de ópera bajo-barítono canadiense de origen ucraniano.
- Anatol Rapoport (1911-2007): psicólogo y matemático judío estadounidense.
- Oleksandr Gladki (1987): futbolista ucraniano.
- Vitaliy Zotov (1997): jugador de baloncesto ucraniano.

## Galería

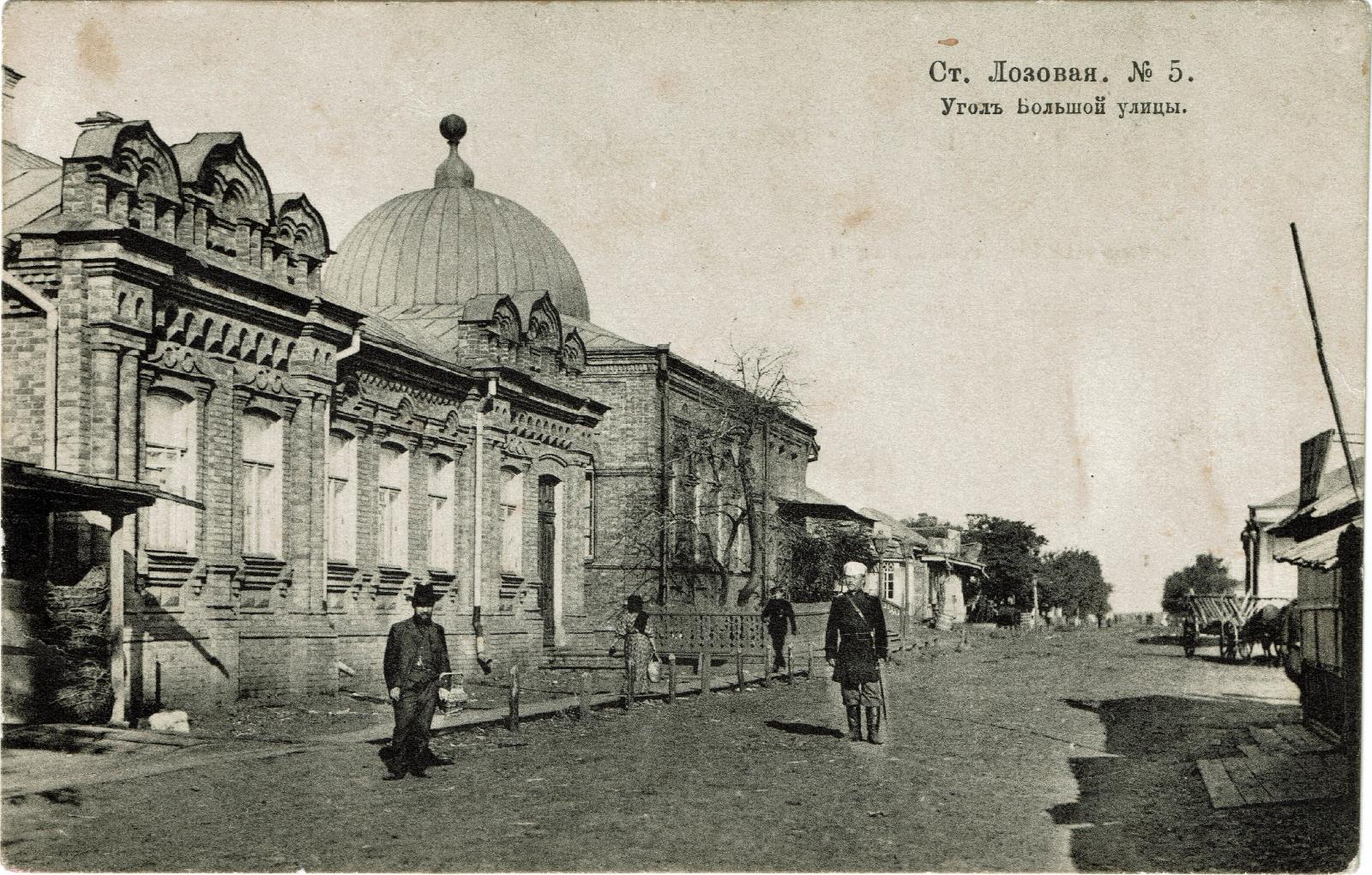
Antigua sinagoga de Lozová
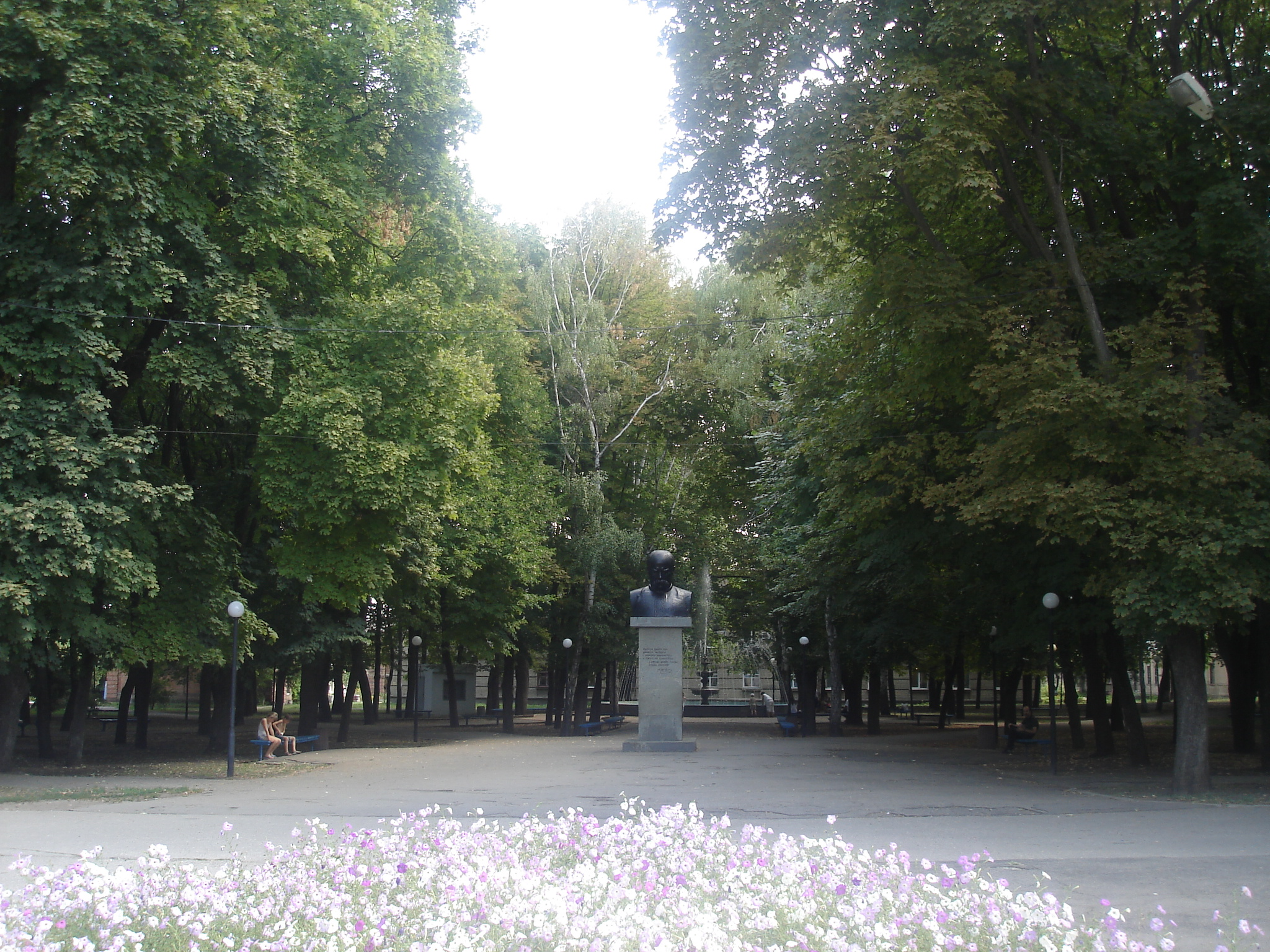
Plaza de Shevchenko
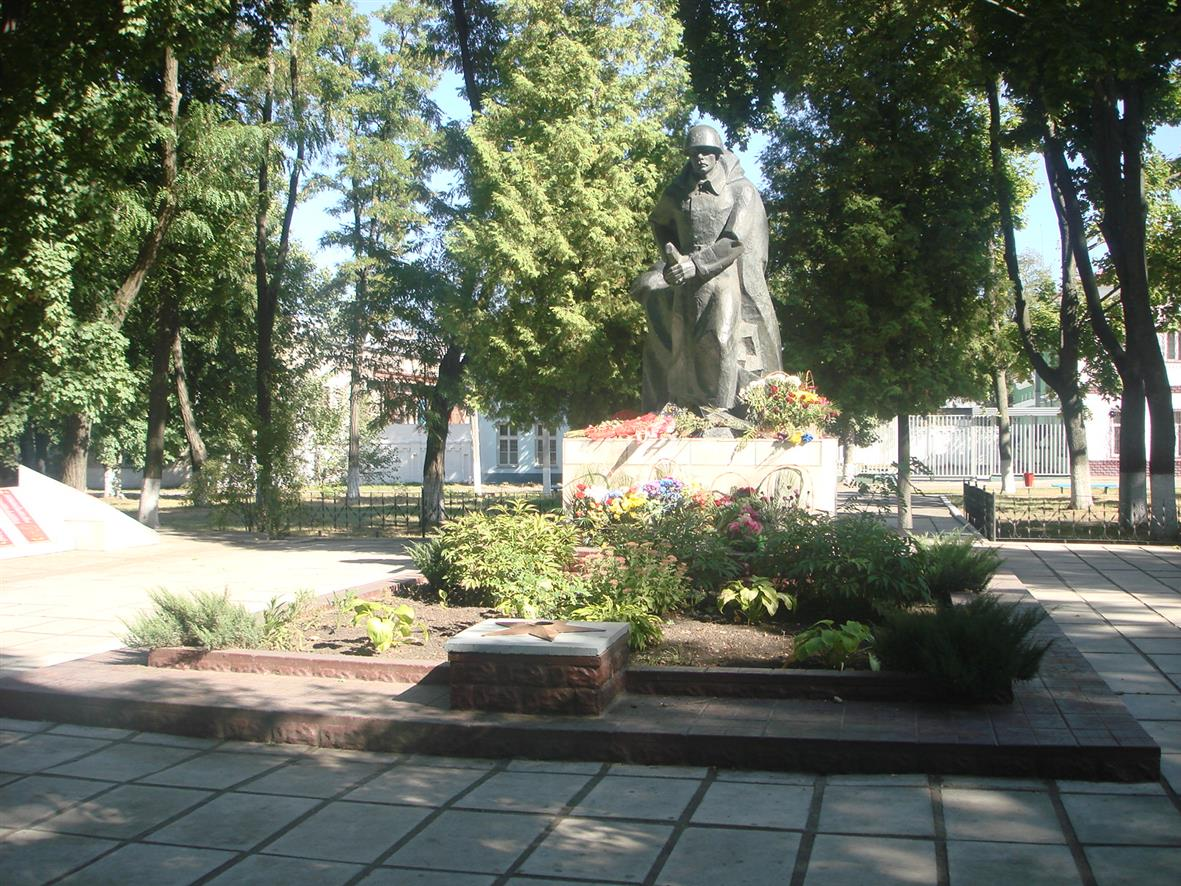
Monumento a los muertos de la Segunda Guerra Mundial, erigido en 1957.
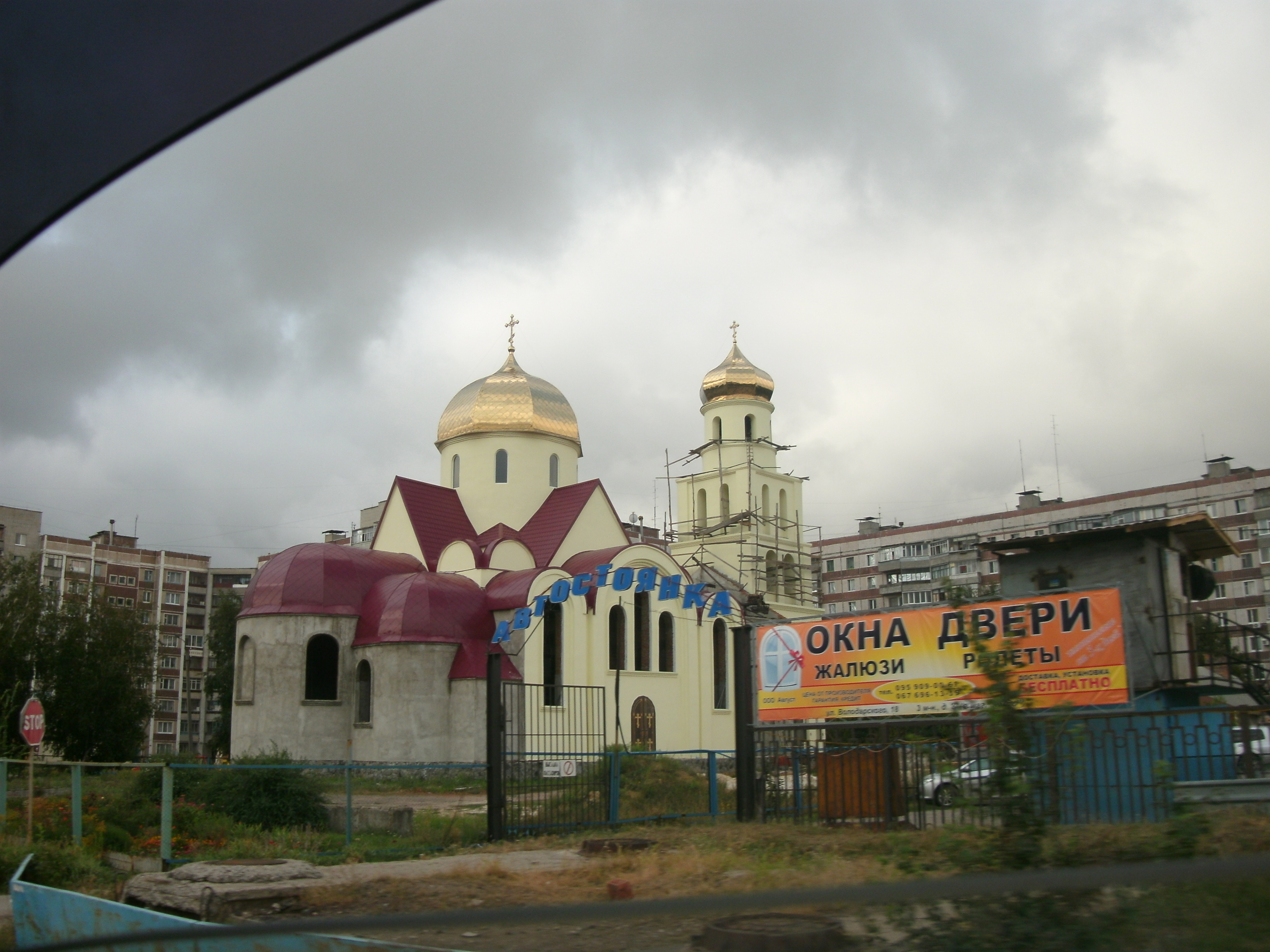
Iglesia de Santos Pedro y Pablo
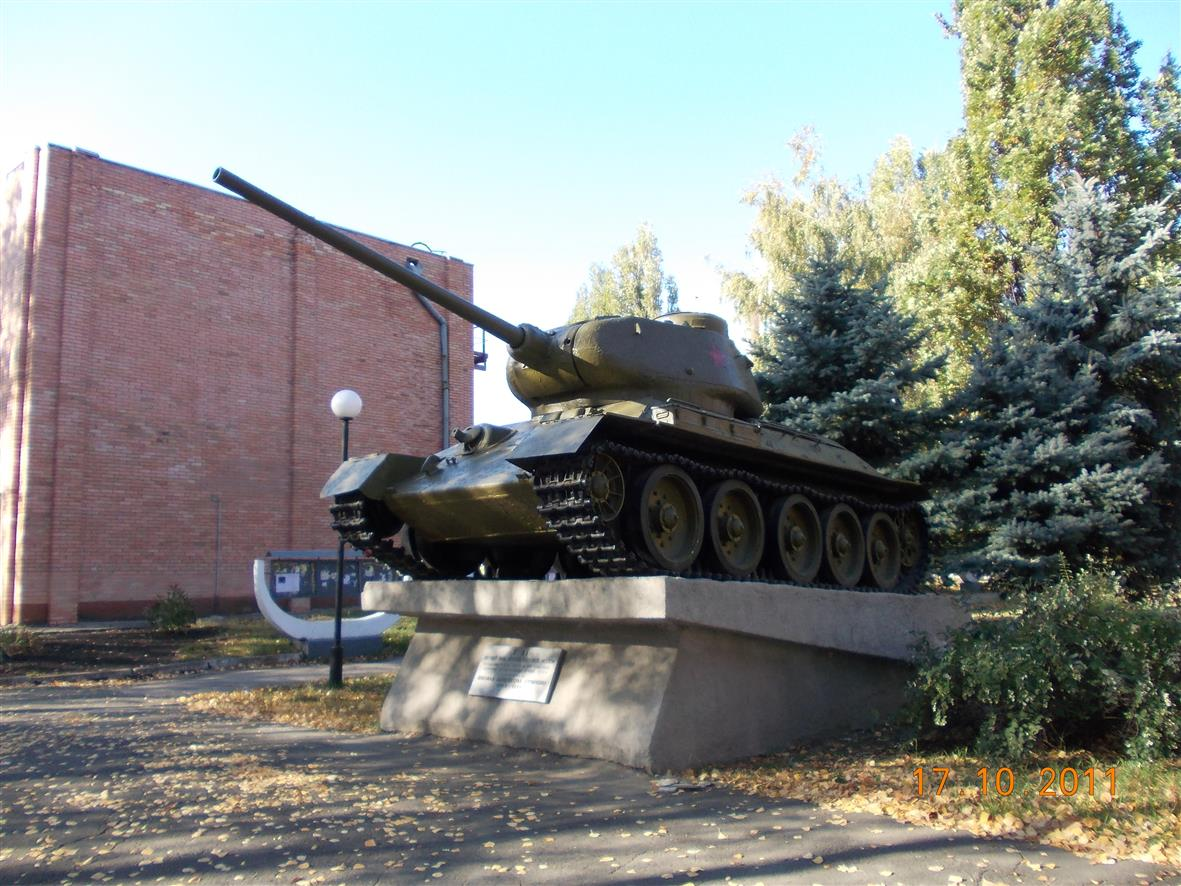
Monumento soviético en Lozová

## Ciudades hermanadas
Lozová está hermanada con las siguientes ciudades:
- East Hampton (Nueva York), Estados Unidos.